# Кенцинген
Кенцинген (нім. Kenzingen) — місто в Німеччині, знаходиться в землі Баден-Вюртемберг. Підпорядковується адміністративному округу Фрайбург. Входить до складу району Еммендінген.
Площа — 36,93 км2. Населення становить 10 394 ос. (станом на 31 грудня 2020).